# Pere Baltà i Llopart
Pere Baltà i Llopart (Torrelavit, Alt Penedès, 9 d'octubre de 1940) és un polític català, i fou diputat al Congrés dels Diputats.

## Biografia
Tècnic en Relacions Públiques, ha exercit de periodista en diversos diaris i revistes i empresari d'arts gràfiques. Ha estat director del Departament Social Nucli Cooperatiu Prat (1965-1967), delegat de Relacions Públiques Anque i C.O. Químics de Barcelona (1967-1978).
Inicialment fou membre del Comitè Executiu del PSC-Reagrupament (1976-1978), però després es passà a CDC. Des d'aleshores ha estat Director General d'Adigsa (1985-1987). Director del Servei de Promoció Cultural de la Generalitat de Catalunya (1980-1985) i Tinent d'Alcalde d'Urbanisme i portaveu del Grup Municipal CiU de l'Ajuntament del Prat de Llobregat. També ha estat membre del Consell Assessor de Cultura Popular de la Generalitat. Fou diputat per CiU per la província de Barcelona a les eleccions generals espanyoles de 1986, 1989 i 1993. Ha estat Secretari Segon de la Comissió de Sanitat i Consum del Congrés dels Diputats (1993-1996).
Va ser president de la Fundació Paco Candel entre 2007 i 2021 i membre de La Roda Fundació.